# Lorenzo Bernucci
Lorenzo Bernucci (nascido a 15 de setembro de 1979 em Sarzana) é um ciclista italiano.

## Biografia

### Estreia profissional
Estreia como profissional com a equipa Landbouwkrediet-Colnago em 2002.

### Fassa: uma etapa no Tour'05
Em 2005 correu no Fassa Bortolo, de categoria UCI ProTour. Bernucci ganhou essa temporada uma etapa do Tour de France.

### T-Mobile: positivo entre escândalos
Depois de seu sucesso, em 2006 passou à equipa alemão T-Mobile, também ProTour, onde coincidiu com ciclistas como Jan Ullrich (despedido a metade de temporada por seu envolvimento, posteriormente provada, na Operação Porto) e Andreas Klöden (segundo nesse ano no Tour de France.
No entanto, em 2007 deu positivo por uma substância adelgante na Volta a Alemanha, circunstância que provocou seu despedimento do conjunto alemão a 4 de setembro, numa temporada na que a equipa fúcsia se viu imerso em diversos escândalos de doping (positivo de Patrik Sinkewitz e, sobretudo, a confesões de doping sistémico de ex-ciclistas da sua época dourada, como Bjarne Riis e Erik Zabel) que propiciaram a saída de seu patrocinador principal (e maior patrocinador do ciclismo) T-Mobile.
Bernucci admitiu ter tomado dita substância, proibida pela AMA, durante os últimos quatro anos, alegando que não conhecia que tinha sido incorporada à lista de substâncias dopantes. A equipa tomou a decisão de despedir-lhe a 4 de setembro, já que não tinha consultado aos médicos da equipa se podia utilizar dito medicamento, violando assim o código de comportamento da formação.
Bernucci foi sancionado com um ano de suspensão por seu positivo.

### Regresso
Depois de cumprir sua sanção, que concluiu a 3 de setembro de 2008, reapareceu com a equipa Cinelli a 6 de setembro.
Em 2009 correu no LPR Brakes, onde coincidiu com Danilo Di Luca e Alessandro Petacchi.
Atualmente está de novo imputado com toda a sua família por consumo e tráfico de produtos dopantes. Têm pedido um total de 21 anos para o e toda sua família. Para ele em particular, 6 anos de suspensão, e para toda a sua família (esposa, irmão, mãe e sogro) inibição absoluta dentro do ambiente do desporto.

## Palmarés
2000
- Grande Prêmio della Liberazione

- 1 etapa do Tour de France
- Trittico Lombardo

## Equipas
- Landbouwkrediet-Colnago  (2002-2004)
- Fassa Bortolo (2005)
- T-Mobile (2006-2007)
- Cinelli (2008)
- LPR Brakes (2009)